# Exergon reaktion
En exergon reaktion är en spontan kemisk reaktion. Att reaktionen är spontan betyder att ändringen i fri energi är negativ. I system med konstant tryck och temperatur, vilket gäller för de flesta kemiska reaktioner, används Gibbs fria energi, det vill säga {\displaystyle \Delta G<0}. Om istället systemet har konstant volym och temperatur används Helmholtz fria energi.
Att en reaktion är exergon säger bara något om start- och sluttillstånd och inte om hur snabbt den går. Det kan krävas en aktiveringsenergi som begränsar reaktionshastigheten.
Ett exempel på en exergon reaktion är då väte och syre reagerar och bildar vatten. Motsatsen till exergona reaktioner är endergona reaktioner.